# Claudio Mamertino
Claudio Mamertino (in latino Claudius Mamertinus; fl. 361-365) è stato un politico e oratore romano, noto soprattutto per il panegirico, conservatosi tra i Panegyrici latini, che dedicò all'imperatore Giuliano per ringraziarlo per il conferimento del consolato.

## Biografia
Mamertino era di origine gallica, o aveva comunque trascorso un lungo periodo in quell'area, in quanto nel suo panegirico si preoccupa dei destini della zona; anche l'uso della lingua latina per il panegirico rivolto al senato di Costantinopoli indica una origine nelle province occidentali.
Mamertino fu tra i sostenitori di Giuliano quando questi era cesare d'occidente per suo cugino, l'imperatore Costanzo II. Le prime notizie di Mamertino risalgono all'anno 361, sebbene sia probabile che avesse percorso una lunga carriera prima (si definisce infatti un uomo di una certa età): Giuliano lo nominò in questo anno prima comes sacrarum largitionum (ministro delle finanze) e poi prefetto del pretorio dell'Illirico. In occasione della proclamazione di Giuliano ad augusto, Mamertino lo seguì in oriente a cercare lo scontro decisivo con Costanzo, ma la notizia della morte dell'imperatore pose fine alla guerra civile dei due cugini.
Giuliano conferì a Mamertino la prefettura del pretorio per l'Italia, l'Africa e l'Illirico, nominandolo anche consul prius per il 362, con Flavio Nevitta come collega. Il 1º gennaio 362, Mamertino declamò di fronte al senato di Costantinopoli il panegirico di ringraziamento in occasione della sua instaurazione a console: è attestata in questa occasione la sua dignità di senatore, probabilmente appena ottenuta perché obbligatoria per i consoli.
Dopo la morte di Giuliano, Mamertino rimase in carica anche per gli imperatori Gioviano, Valentiniano I e Valente: tra i compiti affidatigli vi fu quello di curare la restituzione al fisco imperiale dei beni dati da Giuliano ai templi pagani. Nel 365 perse l'incarico dopo essere stato accusato di peculato.
È stato proposto che la Villa romana del Casale fosse di proprietà di Mamertino.